# تاریخ فلسفه
تاریخ فلسفه آن چیزی است که بر فلسفه گذشته است. تاریخ فلسفه، سیر حرکت فلسفه و فیلسوفان را بررسی می‌کند که می‌تواند شامل بخش‌هایی مهم از زندگی‌نامهٔ فیلسوف یا بخشی از تاریخ سیاسی یک کشور یا اندیشهٔ فیلسوف باشد. این‌ها همگی با هم تاریخ فلسفه (آن چیزی که بر فلسفه، گذشته است) را تشکیل می‌دهند.
تاریخ فلسفه یا سرگذشت فلسفه، بیان دیدگاه‌های فلسفی، نظام‌ها و مکاتب فلسفی است که شامل مطالعه زندگی فیلسوفان، جست‌وجو پیرامون ارتباط متقابل مکاتب و نظام‌های فلسفی و تلاش برای ردیابی مسیر پیشرفت یا پسرفت آن در بستر تاریخ است که با کمک ماهیت و گستره اندیشه‌ورزی، خِرد را برای مطالعه فلسفه، آماده می‌کند. تاریخ فلسفه، از وحدت دو رشته متمایز تاریخ و فلسفه پدید آمده که هرکدام برای دیگری، محدودیت‌هایی ایجاد می‌کنند. پژوهشی در تاریخ اندیشه‌هاست و برای رسیدن به مفهوم اندیشه‌ها. لازم است با داشتن «نظرگاهی وابسته به دورانی خاص»، فهم درستی از این موضوع وجود داشته باشد که فیلسوفان، چه‌طور به پرسش‌ها پاسخ می‌دادند، چارچوب‌شان برای بررسیدن موضوع‌ها، فرضیه‌ها، هدف و نقاط ضعف و قوت‌شان چه بوده است.
تاریخ فلسفه، به‌طور حتم، گردآوری صرف عقیده‌های فلسفی نیست. بلکه میان این عقاید، یافتن کنش و واکنش، تز و آنتی‌تز، اهمیت دارد و هیچ فکر فلسفی‌ای قابل درک نیست مگر در بستر تاریخی خودش و در یافتن ارتباطش با نظام‌های فلسفی دیگر.

## دوران باستان
فلسفهٔ دوران باستان اَشکال ابتداییِ تفکر فلسفی برای نخستین بار در دوران باستان و در سرزمین‌های مختلفی از جمله مصر، ایران، چین، هند و یونان پدید آمده است. فلسفهٔ باستان ویژگی‌های بارزی دارد که بعدها در فلسفه مدرن غرب بروز می‌کند. در دوران باستان فلسفه متکی بر علم نبود زیرا بر پایه رشد و شناسایی سطحی و ابتدایی آن دوران تکیه داشته است. پیش از فلسفه، ادیان مختلف به تمام پرسش‌های مردم جواب می‌دادند. این پاسخ‌ها و توضیحات دینی سینه به سینه و نسل به نسل انتقال می‌یافتند. انسان تاریخ باستان بر آن بود تا با اسطوره به مسئله زندگی، تقدیر، گذشته و آینده‌اش پاسخ دهد. اسطوره در اصل داستانی دربارهٔ خدایان است و توضیح می‌دهد چرا زندگی به این شکلی است که هست که موضوع اساسی همه اساطیر نبرد میان نیروهای نیک با نیروهای بد است. با گذشت سده‌ها، بیان اسطوره‌ای در تار و پود پرسش‌های فلسفی ریشه دواندند. فلاسفه یونانی با تلاش برای یافتن منشأ همه‌چیز (آرخه) و پاسخ به پرسش از تکثر، تلاش می‌کردند نشان دهند که این توضیحات معتبر نیستند و انسان نمی‌تواند به آن‌ها اعتماد داشته باشد.

### ایران باستان
فلسفه ایرانی به اندیشه‌ها و سنن فلسفی ایرانی باستان بر می‌گردد که از اندیشه‌های باستانی هندوآریایی آغاز می‌شود که بعدها همین اندیشه‌ها تحت تأثیر زرتشتی قرار گرفتند و مکتب زرتشت را تشکیل دادند. براساس دائرةالمعارف فلسفه آکسفورد، تاریخ موضوع و دانش فلسفه به هندوآریایی‌های ۱۵۰۰ سال پیش از میلاد می‌رسد. این دائرةالمعارف اضافه می‌کند که پس از آن فلسفه زرتشتی از طریق یهودیت وارد اندیشه غربی و نهایتاً افلاطونی می‌شود. اما هیچ‌گاه تأثیر فلسفه ایرانی تا اندازه تأثیر متقابل یونان بر ایران نمی‌شود.
از جمله فلاسفه این دوره می‌توان به استون و پولس ایرانی، مانی و مزدک اشاره کرد. سرتاسر تاریخ ایران را به دلیل تغییرات قابل توجه سیاسی اجتماعی متأثر از حمله مسلمانان در سال ۶۵۱ میلادی و مغول‌ها در سال ۱۲۲۱ میلادی پهنه فراخی از اندیشه‌های فلسفی پوشانده است؛ از ایران باستان و آموزه‌های زرتشتی تا مکاتب مانوی، مزدکی و آئین زروانی که پیش از اسلام ظهور کرده‌اند.

### مصر باستان
فلسفه مصر باستان به عنوان آغاز فلسفه، توسط یونانیان باستان اعتبار یافت. انعطاف‌پذیر بودن، عمل‌گرا بودن و توجه کردن به احساسات از ویژگی‌های این فلسفه محسوب می‌شود.

### چین باستان
منزلت فلسفه در تمدن چین قابل مقایسه با منزلت دین در سایر تمدن‌هاست. فلسفه در چین مورد علاقه هر فرد تحصیل کرده‌ای بوده و در روزگار پیشین، انسان‌های فرهیخته نخستین دانشی که می‌آموختند فلسفه بود. هنگامی که کودکان به مدرسه می‌رفتند، نخستین کتاب‌های آموزشی آنان عبارت بود از «چهار کتاب» شامل: «منتخبات کنفوسیوس»، «کتاب منسیوس»، «دانش بزرگ» و «اصول اعتدال»، این کتاب‌ها مهم‌ترین متن‌های درسی نئو کنفوسیانیسم بود و نخستین جمله آن چنین بود: «سرشت انسان در اصل نیکوست.» این نکته یکی از اساسی‌ترین اندیشه‌های فلسفه منسیوس است.

### هند باستان
فلسفه هند، دستگاهِ فلسفی سنتی غنی و گوناگون دارد که ترکیبی است از اوپانیشاد در دوره ودایی. مطابق نظریات ساروپالی رادهاکرشنن قدیمی‌ترین ترکیب فلسفی در جهان هستند.

## یونان باستان
فلسفه یونان باستان به وجود آمده در قرن ۶ پیش از میلاد و با طیف گسترده‌ای از موضوعات، از جمله فلسفه سیاسی، اخلاق، متافیزیک، هستی‌شناسی، منطق، زیست‌شناسی، فصاحت و بلاغت، و زیبایی‌شناسی درآمیخته است. یونان در نزد دانشمندان و بسیاری از مردم جهان زادگاه فلسفه محسوب می‌گردد و بسیاری از آثار ارزشمند فلسفی حاصل تلاش فیلسوفان شهیر یونانی است.
تاریخ دنیای یونانی زبان را در زمان باستان می‌توان به سه دوره تقسیم کرد: دوره «دولتشهر» های آزاد که به دست فیلیپ و اسکندر پایان گرفت؛ دوره تسلط مقدونیه، که آخرین بقایای آن با الحاق مصر به روم پس از مرگ کلئوپاترا از میان رفت؛ و سرانجام دوره امپراتوری روم. در این سه دوره، صفت مشخص دوره نخست آزادی و بی نظمی و از آن دوره دوم رقیت و بی نظمی و از آن دوره سوم رقیت و نظم است.
پس از ده‌ها قرن از حیات فیلسوفان یونانی، تأثیرات تفکرات فلاسفه یونانی در آثار فیلسوفان معاصر مشاهده می‌شود. آتن خاستگاه معنویت یونانی و پیشگام تفکر فلسفی است و اوج فلسفه یونان در قرن ۴ پیش از میلاد یعنی در زمان ظهور سقراط، افلاطون و ارسطو بوده است. اگرچه پیش از افلاطون و سقراط نیز فلاسفه‌ای چون هراکلیتوس، تالس و آناکسیماندروس نیز می‌زیسته‌اند. اما بیشتر متفکران فلسفه غرب را با فلاسفه یونانی آغاز می‌کنند و در واقع می‌پندارند که افکار و نظرات افلاطون و ارسطو تأثیرات شگرفی بر فلسفه غرب داشته است.

### پیشاسقراطیان
فیلسوفان پیشاسقراطی نخستین متفکرانی بودند که کوشیدند تا به جای تفسیر اسطوره شناختی، جهان را به روشی عقلانی توصیف کنند، و برای ادعاهایشان دلیل ارائه دهند.
کوشش نخستین فیلسوفان برای شناختن جهان، از آن رو از سخنان پیشینیانشان افتراق داده می‌شود که آن‌ها در تلاش بودند تا از راه مشاهده و تفکر و واقع‌بینی، با دور انداختن بیانات دینی و تفسیرهای اساطیری، و بی‌توسل به خدایان و افسانه‌ها و نیروهای نامحدود آنان، جهان را بفهمند.
از جملهٔ مشهورترین متفکّران پیش از سقراط می‌توان به تالس، فیثاغورث، هراکلیتوس، پارمنیدس، دموکریت و پروتاگوراس اشاره نمود؛ که به ترتیب به مکاتب ملطی، فیثاغوری، افسوسی، الئایی، اتم‌گرایی و سوفسطائی‌گری تعلّق داشتند.
اما این جریان از جهتی دیگر نیز با فلسفهٔ پس از سقراط متمایز است. پیش از سقراط، فیلسوفان به‌طور کلی برون‌نگر بودند و تلاش می‌کردند تا پدیده‌های جهان را توضیح دهند.

#### مکتب ملطی
مکتب ملطی، نامِ مکتبِ فلسفی‌ای است که در سدهٔ ۶ پیش از میلاد، در ملط رواج داشت. فیلسوفانِ این مکتب از اهالیِ شهر ملط، واقع در ایونیا بودند. از این فلاسفه می‌توان به تالس، آناکسیماندروس و آناکسیمنس اشاره کرد. افکارِ این فلاسفه بیشتر طبیعی بود تا مابعدالطبیعی. هر کدام از آنان می‌کوشید تا مادهٔ اصلی‌ای که جهان بر اساسِ آن به‌وجود آمده است، یا به اصطلاح، مادةالمواد را کشف کند.

#### مکتب الئایی
مکتب الئایی یکی از مهم‌ترین و تأثیرگذارترین مکاتب فلسفی پیشاسقراطی بود. پارمنیدس که مهم‌ترین فیلسوف این مکتب به‌شمار می‌رود، شالودهٔ تفکّر الئاییان را تأکید بر دوگانگی میان حقیقت و ظاهر، و غیرقابل اطمینان بودن حواس قرار داد. او تغییر را ناممکن می‌پنداشت و واقعیت را تنها در بودن می‌دید. پس از او زنون با طرح پارادوکس‌هایی در مقام دفاع از این عقیده برآمد.

### سقراط
پیش از سقراط، فیلسوفان به‌طور کلی برون‌نگر بودند و تلاش می‌کردند تا پدیده‌های جهان را توضیح دهند. فلسفه با سقراط به مسیر تازه‌ای افتاد. انقلاب سقراط، وارد کردن اخلاق در فلسفه، اخلاق را در کانون توجّه فلسفه قراردادن و تأکید ورزیدن بر فنّ جدل و استدلال نظری است؛ و این کار به معنای درون‌نگری، روی تافتن از جهان خارج و نظر کردن به انسان و خویشتن انسان است.

#### دیالکتیک
روش سقراط که خودش آن را تلنخوس (بازجویی) می‌نامید، بر اساس سؤال و جواب متوالی و هدفمند بناشده بود؛ به طوری‌که سقراط با اختیار موضع طرف مقابل، ابتدا موافقت و همراهی او را جلب می‌کرد و سپس تناقضات استدلال‌های او آشکار شده و با استفاده از موضع خود شخص، مدعایش را رد می‌کرد.
در آن دوران سوفسطائیان نفوذ زیادی بین جوانان آتنی داشتند و به آن‌ها سفسطه و فن جدل آموزش می‌دادند و ادعایشان این بود که حقیقتی وجود ندارد. آن‌ها خود را دانشمندترین و عالمترین مردمان می‌خواندند. سقراط بنا بر نتیجه‌ای که در زندگی بدان رسیده بود، با آن‌ها که ادعای علم و دانش داشتند، به مقابله پرداخت.
روش عملی سقراط برای مبارزه با چنین اشخاصی این بود که با یکی از آن‌ها وارد گفتگو می‌شد و می‌کوشید تا از او افکارش را دربارهٔ موضوعی خاص، مثلاً شجاعت بیرون بکشد. آن شخص در ابتدا فکر می‌کرد که حقیقت شجاعت را می‌شناسد و به آن آگاه است.
سقراط گفتگو را به شیوه پرسش و پاسخی شروع می‌کرد و در آغاز خود را با آنچه شخص مقابلش می‌گفت، همراه نشان می‌داد. ممکن بود این گفتگو به طول بینجامد، اما سر انجام بحث را به جایی می‌رساند که شخص مقابل به نادانی خود پی می‌برد؛ یعنی به این نتیجه می‌رسید که حقیقتاً هیچ چیزی را دربارهٔ شجاعت نمی‌داند و به این صورت، سقراط به او می‌فهماند که اعتراف به نادانی، بزرگ‌ترین دانش است.

### افلاطون
طرز فکر افلاطون همیشه جنبه سیاسی دارد و هنگامی که این فکر را به صورت فرضیه‌ای عرضه می‌دارد در هیچ جا بهتر از کتاب «جمهوریت» خود آن را بیان نمی‌نماید. مسلماً این کتاب کتابی نیست که آئین و روش زمامداری را بیاموزد. سیاست در آنجا فقط وسیله‌ای است که با آن می‌توان به راز وجود بشری بهتر پی برد. نکته‌ای که از مشاجرات قلمی افلاطون با سوفسطائیان به دست می‌آید این است که نباید فکر را فدای عمل کرد بلکه باید این دو را با هم سازش داد و در کارها جانب فکر و عمل را رها نباید نمود. افلاطون یگانه فیلسوف زمان باستان است که تألیفات وی به تمامی به دست ما رسیده است.

### ارسطو
ارسطو، که یکی از بزرگ‌ترین فیلسوف دوران باستان است، کوشید در سیستم فلسفی خود ــ که به مکتب مَشّاء موسوم شده ــ این دو مکتب (ماتریالیسم و ایده‌آلیسم) را تلفیق کند. در فلسفهٔ ارسطو عناصر ماتریالیستی جدی وجود دارد. این فلسفه دارای عناصر متعدد ایدئالیستی نیز هست. نزد شاگردان او و ادامه‌دهندگان راهش همین وضع دیده می‌شود.

### زنان فیلسوف یونان و روم باستان
برخی از زنان فیلسوف یونان روم باستان عبارتند از: هیپارخیا (کلبی)، هیپاتیا (نوافلاطونی)، آسپاسیا و آپولونیوس (نوفیثاغورسی).

## روم و دوران یونانی‌مآبی
فلسفه یونانی‌مآبی، فلسفه یونانی‌گری یا فلسفه هلنیستی، دوره‌ای از فلسفه غرب است که در تمدن هلنی، پس از ارسطو توسعه یافت و با آغاز دوره نوافلاطونی پایان یافت.

### فلسفه نوافلاطونی
پس از حمله اسکندر به اقصی نقاط جهان قدیم، مرکز دانش و فلسفه از آتن به اسکندریه منتقل شد. اسکندریه در آن دوران قریب به یک میلیون نفر جمعیت داشت و مرکز برخورد پرشور تفکرات گوناگون بود. اما شناخت ما از این تفکرات و اندیشه‌های بسیار مختلف، بسیار اندک است. چرا که کتاب‌خانهٔ مشهور این شهر چندین بار به آتش کشیده شد.
علاوه بر این، اندیشمندان مکتب اسکندریه، برخلاف یونانیان، اصرار چندانی بر مکتوب نمودن عقاید خود نداشتند. چرا که اکثرن هدف از علم را، نه آموزش، که یک رهایی فردی می‌دانستند و در نتیجه دیگر نیازی به نوشتاری‌نمودن ماحصل اندیشهٔ خود نمی‌دیدند. اما در میان همهٔ آنان، فلوطین یک استثناء است. او به اصرار شاگردان خود دست به نوشتن زد و نوشته‌های او را، شاگردش، فرفوریوس در ۵۴ رساله گرد آورد. فرفوریوس نوشته‌ها را در شش دستهٔ ۹ تایی مرتب ساخت و هر دسته را یک «انئاد» نامید. (در زبان یونانی به معنای نه‌گانه است و در عربی تاسوعات نامیده می‌شود)
فلوطین به یمن این نوشته‌ها یکی از مؤثرترین و الهام‌بخش‌ترین فیلسوفان جهان گردید. بدون اغراق می‌توان گفت که از لحاظ میزان تأثیر، فلسفه فلوطین، که مهم‌ترین فیلسوف نوافلاطونی و به نوعی نماینده تمام و کمال آن است، تنه به فلسفه افلاطون یا ارسطو می‌زند.
علاوه بر فلاسفه مغرب‌زمین، فلسفهٔ فلوطین در شرق نیز مورد توجه متفکران قرارگرفت. عجیب آن‌که این تأثیر به نام خود فلوطین نبود و به نام ارسطو ثبت شد. کتاب مهم «اثولوجیا» سرنوشت عجیبی در فلسفه مسلمانان پیدا کرد. نام این کتاب معرب «تئولوگیا»، به معنای «فلسفه اولی» یا «الاهیات» است. متقدمان فلسفه در ایران این کتاب را نوشته ارسطو می‌پنداشتند و آن را هم‌ردیف کتاب مهم متافیزیک اثر ارسطو می‌خواندند و تفسیر می‌کردند. تنها کسی که در این کتاب و نویسندهٔ آن شک کرد، ابن سینا بود. اما با تحقیقات امروزی مشخص شده است که این کتاب نوشته ارسطو نیست بلکه نقلی آزاد و ترجمه از انئادهای چهارم و پنجم و ششم فلوطین است؛ بنابراین فلوطین، بدون آن‌که نامی از او در کتب فلاسفهٔ ما باشد، در آرای آنان حضور دارد و این حضور چنان است که فلسفه ما را رنگ و بوی نوافلاطونی می‌دهد. به گونه‌ای که می‌توان به جرئت وی را، پس از ارسطو و افلاطون، مؤثرترین فیلسوف بر فلاسفه مسلمان نامید.

## فیلسوفان مسلمان
فلسفهٔ اسلامی شاخه‌ای از علوم اسلامی است که به تفسیر و توجیه متافیزیک اسلامی می‌پردازد. از فلسفهٔ اسلامی با عنوان فقه اکبر یا حکمت نیز یاد می‌شود. هانری کوربن فلسفهٔ اسلامی را فلسفه‌ای تعریف می‌کند که «تکوین و صورت‌های متنوع آن، به‌طور اساسی، با امر دینی و معنوی اسلام پیوند یافته و مؤید این نکته است که اسلام، چنان‌که به نادرست گفته‌اند، بیان دقیق و اساسی خود را در فقه پیدا نمی‌کند.»
با ظهور اسلام در جزیره‌العرب و توسعه‌طلبی خلفا، قلمرو حکومت اسلامی به سرعت گسترش یافت. سپس به تدریج ترجمهٔ آثار برجستهٔ علمی و فلسفی به زبان عربی، به عنوان زبان مشترک تمدن جدید، آغاز شد و کتاب‌های بسیاری از فیلسوفان یونان و اسکندریه و دیگر مراکز علمی معتبر آن زمان، به عربی برگردانده شد. بدین ترتیب نخستین فیلسوفان و متکلمان مسلمان، با افکار فیلسوفان یونان باستان و به ویژه با سقراط، افلاطون، ارسطو و فلوطین آشنا شده و به شرح و بسط آرای آن‌ها با مقداری دخل و تصرف برای هماهنگ‌کردن آن با اسلام پرداختند.

### مشاء
فلسفه مَشّاء یا مکتب مشاء، مکتبی از فلسفه است که از آموزه‌های ارسطو الهام می‌گیرد. در عین حال، فلسفه مشایی، یکی از سه شاخه اصلی فلسفه اسلامی است که از فلسفهٔ یونان و به ویژه ارسطو و تفاسیر نوافلاطونی آن سرچشمه گرفته است.
در فلسفه ارسطویی و مشاء بیشتر بر استدلال و برهان تأکید می‌شود، در حالی که در فلسفه افلاطونی و فلسفه اشراق علاوه بر استدلال، کشف و شهود نیز راه دارد. در روش اشراقی برای تحقیق در مسایل فلسفی و مخصوصاً حکمت الهی تنها استدلال و تفکرات عقلی کافی نیست، سلوک قلبی و مجاهدات نفس و تصفیه آن نیز برای کشف حقایق ضروری و لازم است. از فیلسوفان مطرح این دوره می‌توان به ابن سینا اشاره کرد.

### اشراق
مکتب فلسفی اشراق توسط شهاب‌الدین یحیی سهروردی یا شیخ‌الاشراق در اواخر قرن ششم و اوایل قرن هفتم ارائه شد. وی در کتاب حکمت‌الاشراق به اصول و فروغ این نظریه پرداخته است. سهروردی در ضمن تحصیل چنین استنباط کرد که موجودات دنیا از نور به وجود آمده و انوار به یکدیگر می‌تابد و آن تابش متقابل را اشراق خواند و به همین جهت لقب «شیخ اشراق» را یافت.
نظریه فلسفی سهروردی این بود که هستی غیر از نور چیزی نیست و هرچه در جهان است و بعد از این به وجود می‌آید نور است، لذا جهان جز اشراق نمی‌باشد. منتها بعضی از نورها رقیق است و برخی غلیظ و برخی از انوار ذرات پراکنده دارد و پاره‌ای دیگر دارای ذرات متراکم است و همانگونه که نورهای قوی بر ضعیف می‌تابد نورهای ضعیف هم بسوی انوار قوی تابش دارد.
انسان هم از این قاعده مستثنا نیست و به دیگران می‌تابد، همانگونه که نورهای دیگران به او می‌تابد. به‌مناسبت اینکه از انسان به دیگران نور تابیده می‌شود انسان فیاض است و می‌تواند به دیگران نور برساند و از نور سایرین روشن شود.

### حکمت متعالیه
حکمت متعالیه مکتب ملاصدرا است که بر پایهٔ «وجود» و تمایز آن از «ماهیت» استوار است. پس از وی این مکتب توسط علمای مسلمان پرورده شد. پیش از ملاصدرا فیلسوفان قادر به فهم تفاوت این دو نبودند، اما ملاصدرا مرز این دو مفهوم را به خوبی روشن نمود.
بنابر دیدگاه او، بدیهی‌ترین مسئلهٔ جهان، مسئلهٔ وجود یا هستی است که ما با علم حضوری و دریافت درونی خود آن را درک کرده و نیازی به اثبات آن نداریم. اما ماهیت یا سرشت آن چیزی است که سبب گوناگونی و تکثر پدیده‌ها می‌شود و به هر موجود قالبی ویژه می‌بخشد. همهٔ پدیده‌های جهان در یک اصل مشترکند که همان «وجود» نام دارد و وجود یگانه است زیرا از هستی‌بخش (یعنی خداوند یگانه) سرچشمه گرفته، اما ویژگی‌های هر یک از این پدیده‌ها از تفاوت میان ذات و ماهیت آن‌ها حکایت دارد. برابر این دیدگاه، اصل بر وجود اشیاء است و ماهیت معلول وجود به‌شمار می‌آید.

## قرون وسطی
قرون وسطی، نام دوره‌ای است که برای تقسیم‌بندی تاریخ و تاریخ فلسفه استفاده می‌شود. معمولاً قرون وسطی را از پایان امپراتوری روم در قرن پنجم میلادی تا سقوط قسطنطنیه و پایان امپراتوری روم شرقی (یا امپراتوری بیزانس) در ۱۴۵۳در نظر می‌گیرند.
در دوران قرون وسطی در جامعه فئودالی، اروپا صحنه نبرد فکریِ اندیشه‌های فلسفی، نومینالیسم و رئالیسم است که در واقع اشکالی از ماتریالیسم و ایدئالیسم هستند. در آن دوران فلسفه اسکولاستیک قرون وسطایی پدید شده و روی هم رفته عقاید مذهبی حاکم به زور کلیسا و انکیزیسیون (دستگاه تفتیش عقاید) جایی برای گسترش خلاق اندیشه‌های فلسفی باقی نمی‌گذاشت. در آن روزگار بحث اساسی فلسفی بر روی مفاهیم کلی و عام بود. عده‌ای می‌گفتند این مفاهیم یا مقولات در جهان معقولات «واقعیت دارند» یعنی صرف‌نظر از جهان ملموس و محسوس به خودی خود وجود دارند و به این جهت رئالیست، از واژه رئل به معنای واقعی، یعنی واقع‌گرا نامیده شد. عده‌ای دیگر عقیده داشتند که این مفاهیم در جهان محسوسات واقعیت دارند و تنها نام‌هایی بیش نیستند لذا عنوان نومی‌نالیست‌ها یا نام‌گرایان بر آن‌ها نهاده شده است. رئالیست‌ها نمایندگان ایدئالیسم بودند زیرا که برای مفاهیم کلی و عام یعنی آن چیزی که ساخته ذهن بشری است و در جهان خارج وجود ندارد واقعیت و اصالت وجود قائل بودند؛ مثلاً دربارهٔ درخت؛ آنچه که به‌طور مشخص و عینی وجود دارد این یا آن درخت است. «درخت به‌طور کلی» در جهان عینی وجود ندارد و مفهوم عام و کلی «درخت» به معنای یک مفهوم تجریدی زائیده اندیشه بشری است و اگر کسی آن را واقعی بداند دچاره ایدئالیسم شده است. دسته دوم نومینالیست‌ها، در واقع نمایندگان ماتریالیسم در آن دوران قرون وسطی بودند زیرا که برای اشیاء و «مفاهیم جزئی» و مشخص واقعیت قائل بودند و می‌گفتند مفاهیم کلی پس از شیئی به وجود می‌آید و خود وجود مستقل ندارد.
از مهم‌ترین فیلسوفان قرون وسطی می‌توان آگوستین و توماس آکویناس را نام برد.

## فلسفه جدید
فلسفه مدرن یا فلسفه جدید دوره‌ای از تاریخ فلسفه است که از قرن هفدهم با رنه دکارت آغاز می‌شود و تا اواخر قرن نوزدهم و اوایل قرن بیستم ادامه می‌یابد. شناسهٔ اصلی فلسفه جدید انسان‌گرایی است. این اصطلاح بشردوستی، دلبستگی به مسائل مربوط به بشر، در سدهٔ نوزدهم در اروپا رواج یافت و به تفکر و اندیشه‌هایی گفته می‌شد که بر قابلیت‌های ذاتی انسان تأکید می‌ورزید. این اندیشه در جهت خلاف اندیشه مسیحیان سده‌های میانه رقم خورد که در این اندیشه: انسان موجودی بدبخت ذلیل و گناه کار بود که دائم باید در آرزوی رهایی از دام گناهان نفسانی خود باشد انسانگرایان، انسان را شاهکار طبیعت و آفرینش می‌دانستند و بر این باور بودند که بشر خاستگاه و نماد بی‌پایان قابلیت‌ها و استعدادهای بی‌شمار اخلاقی، روحی و جسمانی است.

### رنسانس
پیش از قرن‌های هفدهم و هجدهم افکار و آثار خلاقه دانشمندان و هنرمندان بزرگ دوره رنسانس و نوابغ نامدار قرون پانزدهم و شانزدهم نظیر لئوناردو دا وینچی، جوردانو برونو، گالیله، کوپرنیک و همچنین کاردانو و توماس مور شالوده‌های محکمی برای تدارک خردگرایی ریخته بود. نیکلاس کوپرنیک، منجم ایتالیایی، ادعا می‌کند که خورشید مرکز منظومه شمسی است، نه زمین. لئوناردو دا وینچی (۱۵۱۹–۱۴۵۲م) یکی از هنرمندان، دانشمندان و مخترعان برجسته ایتالیا در عصر رنسانس بود. طرح‌های مبتکرانه او برای ساخت سلاح‌هایی مانند توپ‌های بخار، ماشین‌های پرنده و ادوات زرهی چندین قرن جلوتر از زمان خود بودند. بسیاری از آن‌ها هرگز ساخته نشدند.
فلورانس تحت فرمانروایی لورنتسو مرکز نوزایی گردید. نیکولو ماکیاولی (۱۵۲۷–۱۴۶۹م) نویسنده سیاسی، لورنتسو را اینگونه توصیف می‌کند: «بزرگ‌ترین حامی ادبیات و هنر که هیچ پادشاهی تاکنون مانند او را ندیده است.» نیکولو ماکیاولی (۱۵۲۷–۱۴۶۹م) در دوره نوزایی فلورانس رشد کرد. بزرگ‌ترین کتابش، شهریار (۱۵۱۳م) پند نامه‌ای به سیاست‌مداران بود. او عقیده داشت که برای حفظ قدرت، یک شهریار باید بیرحم بوده و برای رسیدن به این مطلوب از ارتکاب هیچ عمل زشتی دریغ نورزد. نظریات ماکیاولی وی را نماد سیاست بدبینانه ساخت، عده‌ای او را پدر علم سیاست می‌دانند. نوزایی یا رنسانس جنبش فرهنگی مهمی بود که آغازگر دورانی از انقلاب‌های علمی و اصلاحات مذهبی و تغییرات هنری در اروپا شد. عصر نوزایی، دوران گذار از قرون وسطی به دوران مدرن است. معمولاً شروع دوره نوزایی را در قرن چهاردهم در شمال ایتالیا می‌دانند. این جنبش در قرن پانزدهم شمال اروپا را نیز فراگرفت.
دانش و هنر پیشرفت‌های عظیمی در ایتالیای سدهٔ پانزدهم و شانزدهم به‌وجود آوردند. این احیای فرهنگی به رِنُسانس مشهور شده است. دانشمندان و فیلسوفانی ظهور کردند که با الهام از میراث اصیل روم و یونان با دیدی تازه‌تر به جهان می‌نگریستند.

### عصر خرد
عصرخرد در تاریخ فلسفه اروپا، اصطلاحی است که در ارتباط با متفکرانِ نخستینِ قرنِ هفدهم میلادی از جمله رنه دکارت، باروخ اسپینوزا، و گوتفرید لایبنیتس به کار می‌رود. جامعه به پیش می‌رود و همراه با پیشرفت تمدن و ترقی دانش و فن، اندیشه انسان نیز سیر تکامل خود را می‌پیماید. در قرن‌های هفدهم و هجدهم فلسفه که گرایش دارد از علم مایه بگیرد و به دست آوردهای آن متکی باشد، وارد مرحله تازه‌ای می‌شود. جامعه بشری در جهت سرمایه‌داری و شناخت بشری در جهت بسط علوم طبیعی رشد می‌کند. این‌ها پایه‌های اجتماعی و معرفتی فلسفه را در این دوران تشکیل می‌دهند. فلسفه بر این پایه مجدداً شکوفا می‌شود و خردگرایی یا عقل‌گرایی آشکار می‌شود. خردگرایی به معنی تکیه بر اصول عقلی و منطق در اندیشه و گفتار است.
واژه خردگرایی (rationalism) هنگامی که در ارتباط با این متفکرانِ به کار رود، به معنایِ باور به عقل به عنوانِ تنها منبعِ معتبرِ شناخت است. آنچه که تجربه و مشاهده به ما می‌گوید بسیار متزلزل‌تر از آن است که بشود به آن اعتماد کرد. در هلند، فرانسه، انگلستان، ایتالیا و روسیه مکاتب مختلف فلسفی با درجات گوناگون پیگیری منطقی و درک ماتریالیستی طبیعت پدید می‌آید.
اومانیست‌ها (انسان گرایان) و (فلاسفه طبیعت) سده‌های هفدهم و هجدهم نقش بزرگی در تاریخ فلسفه ایفا کرده‌اند. کافی است نام‌های فرانسیس بیکن، توماس هابز، رنه دکارت، باروخ اسپینوزا و گوتفرید لایبنیتس، میخاییل لومونسف، دنی دیدرو و ولتر را یادآوری کنیم تا اهمیت مکاتب فلسفی این دوران آشکار شود. نظریات این فلاسفه نیز نمی‌توانست ماتریالیسم پی گیر و جامع باشد زیرا شرایط اجتماعی و امکانات علمی هنوز آماده نبود و این محدودیت تاریخی ناگزیر نمی‌گذاشت نظریات مربوط در چارچوب معینی فراتر رود.
در این دوران فلسفه ایدئالیستی را در وجود سیستم عقاید جرج بارکلی اسقف مذهبی و دیوید هیوم می‌یابیم. فلاسفه تجربه‌گرای (empiricism) انگلیسی به این نتیجه رسیدند منشأ شناخت بشر در واقع تماماً از تجربهٔ حسی و حواسِ پنجگانه است و نه از عقل. همین امر دلیلِ ناکامیِ تلاش‌هایِ قبلی برایِ اثبات‌هایِ دقیق و بی‌نقص بوده است. از جمله مهم‌ترین تجربه‌گرایان جان لاک، جرج بارکلی و دیوید هیوم هستند.

### عصر روشنگری
عصر روشنگری در تاریخ فلسفه اروپا، اصطلاحی است که برای فلسفه قرنِ هجدهم میلادی به کار می‌رود. با الهام از انقلاب در فیزیک که با قانون حرکت نیوتن آغاز شد، متفکران روشنگری استدلال کردند که تفکر روشمند مشابه آن می‌تواند در همهٔ شکل‌های فعالیت‌های بشر به کار بسته شود. از این‌رو عصر روشنگری به انقلاب علمی در جامعه سرمایه‌داری پیوند یافته و برای هر دو حرکت تجربه‌گرایی و خردگرایی اهمیت داشت. در این دوران جامعه بشری در جهت سرمایه‌داری و شناخت بشری در جهت بسط علوم طبیعی رشد می‌کند. دنی دیدرو، ولتر، روسو، شارل دو مونتسکیو، ایمانوئل کانت و مارکی دو ساد از فیلسوفان عصر روشنگری‌اند. عصر روشنگری به عنوان یک حرکت فقط در آلمان، فرانسه، انگلستان و اسپانیا روی داد اما به زودی به دیگر کشورها نیز گسترش یافت. بسیاری از به وجودآورندگان آمریکا سخت تحت تأثیر آرمان‌های دوره روشنگری به خصوص در مذهب، اقتصاد و حوزهٔ دولت‌داری قرار داشتند.

#### فلسفه کلاسیک آلمان
یک مرحلهٔ بسیار مهم تکامل تاریخی فلسفه، پیدایش فلسفه کلاسیک آلمان در قرن نوزدهم است. فلاسفه‌ای چون کانت، فیشته، شلینگ، هگل و لودویگ فویرباخ نمایندگان برجسته جریانات مختلف این فصل مهم تکامل تفکر فلسفی هستند. در این دوران آلمان راه ویژهٔ رشد خود را می‌پیمود و علوم تجربی و ریاضی آن عصر تکامل چشمگیری یافته و فلسفه فرانسه و انگلستان عمیقاً در افکار تأثیر کرده بود. این عوامل ریشه‌های اجتماعی و معرفتی تکامل فلسفه را در آلمان تشکیل می‌دهند.

#### فلسفه کانت
در قرنِ هجدهم فیلسوف معروف آلمانی کانت برایِ سنتز خردگرایی و تجربه‌گرایی تلاش کرد. او بخش‌هایی از معرفت را که در عقل ریشه داشتند از بخش‌هایی که ناشی از تجربیات بودند جدا نموده و ادعا کرد که سهمِ هر یک را می‌توان به‌دقت مشخص کرد. تأثیرِ متقابل و مکملِ این دو عنصر را نیز می‌توان تشخیص داد. این شکل از معرفت‌شناسی منجر به آن می‌شود که برایِ شناخت مرزهایی تعیین شود؛ مرزهایی که فراتر از آن‌ها سخن گفتن بی‌اساس خواهد بود. کانت می‌خواست تجربه‌گرایی را با عقل‌گرایی آشتی دهد. او بنیان‌گذار فلسفه کلاسیک آلمان و اندیشمند دوران‌سازی است که تأثیر عمیق و دراز مدتی بر اعقاب خویش نهاده است.

#### فلسفه هگل
هگل که بزرگ‌ترین نمایندهٔ فلسفه کلاسیک آلمان است، ایدئالیستی عینی است. فلسفه هگل دارای یک هستهٔ معقول است که درک روند دیالکتیکی تغییر و تحول واقعیت است. هگل این روند را نه سیر تکاملی ماده بلکه سیر ایده مطلق می‌دانست. ایده‌ای که از خود خارج شده و پس از یک دوره تحول بار دیگر به خود بازمی‌گردد. شالوده طبیعت و جامعه به عقیده او ایده مطلق و روح جهانی است؛ بنابراین اسلوب فلسفه هگل دیالکتیکی است ولی محتوی آن ایدئالیستی است. به همین جهت هگل نتوانست یک سیستم فلسفی علمی و حتی در متدولوژی واقعاً علمی ایجاد کند. او تنها روح مطلق و مقولات و مفاهیم را در حرکت مداوم می‌دید و به دیالکتیک طبیعت و جامعه پی نبرد.

## فلسفه معاصر
فلسفهٔ معاصر به بخشی از تاریخ فلسفه غرب گفته می‌شود که از اواخر قرن نوزدهم آغاز شد و به شکل‌گیری دو نحله فلسفه تحلیلی و فلسفه قاره‌ای انجامید.

### فلسفه قاره‌ای
فلسفه قاره‌ای در کاربرد معاصر، به مجموعه‌ای از سنت‌های فلسفی در فلسفهٔ سده‌های ۱۹ و ۲۰ میلادی در قارهٔ اروپا گفته می‌شود. این عبارت نخستین بار در نیمهٔ دوم سدهٔ ۲۰ میلادی به منظور اشاره به حوزهٔ اندیشمندان و سنت‌های خارج از جنبش تحلیلی به کار رفت. ریشهٔ نهادی فلسفهٔ قاره‌ای در بسیاری موارد به پدیدارشناسی ادموند هوسرل بازمی‌گردد و وی همواره یکی از چهره‌های شاخص فلسفهٔ قاره‌ای محسوب می‌شود. سنت‌های فلسفی مختلفی که اصطلاحاً قاره‌ای شامل ایدئالیسم آلمانی، پدیدارشناسی، اگزیستانسیالیسم، هرمنوتیک، ساختارگرایی، پساساختارگرایی، تئوری آسیب‌شناسی روانی، نظریه انتقادی و نئومارکسیسم می‌شود.

### فلسفه تحلیلی
فلسفهٔ تحلیلی فلسفهٔ آکادمیک حاکم بر دانشگاه‌های کشورهای انگلیسی‌زبان (آنگلو-ساکسون) است. فلسفهٔ تحلیلی را در مقابل فلسفه قاره‌ای یا فلسفه اروپایی قرار می‌دهند. بنیان‌گذاران اصلی فلسفهٔ تحلیلی، فیلسوفان کمبریج برتراند راسل و جرج ادوارد مور بودند. این دو از ریاضیدان و فیلسوف آلمانی گوتلوب فرگه تأثیر پذیرفته بودند.
برتراند راسل و جرج ادوارد مور فلسفهٔ تحلیلی را با به کار انداختن منطق جدید -که راسل سهم زیادی در آن داشته است- به عنوان ابزار تحلیل بنیاد نهادند. منطق و فلسفه زبان از همان ابتدا از بحث‌های محوری فلسفهٔ تحلیلی بودند. چند تفکر از بحث‌های مربوط به زبان و منطق در فلسفهٔ تحلیلی پدید آمد؛ مانند اثبات‌گرایی منطقی، تجربه‌گرایی منطقی، اتمیسم منطقی، منطق‌گرایی و فلسفه زبان عادی.

#### اثبات‌گرایی
پوزیتیویسم منطقی یا اثبات‌گرایی منطقی نوعی از پوزیتیویسم جدید است که اثبات‌گرایی را می‌پذیرد. پوزیتیویسم منطقی نظریه‌ای است معرفت‌شناسانه که تجربه‌گرایی قوی ــ که عبارت است از این رأی که منشأ همهٔ شناخت‌ها حواس تجربی است ــ را با منطق ریاضی ترکیب می‌کند، و معتقد است که درستی هر گزارهٔ علمی صادق باید قابل اثبات باشد. اثبات‌گرایی منطقی به‌طور جدایی‌ناپذیر با مدل قانونی عام برای تبیین علمی گره خورده است. پوزیتیویسم منطقی که دیدگاه حلقه وین به‌شمار می‌رفت گونه‌ای از فلسفه تحلیلی است که در فلسفهٔ انگلیسی ـ آمریکایی از ۱۹۳۰ تا دههٔ ۱۹۶۰ حکم‌فرما بود. از چهره‌های مشهور این نگرش می‌توان از رودلف کارناپ نام برد.

#### ویتگنشتاین
فلسفه ویتگنشتاین پژواکی از تحولات زبانی است که از اواخر سده نوزدهم پدیدار گشت. زبان در این دوره نخست تبدیل به موضوعی فلسفی شد و سپس با رویکرد تألیفی ظهور کرد که امروزه از آن به فلسفه زبان تعبیر می‌کنیم. در فلسفه ویتگنشتاین هر دو کارکرد زبان شکل می‌گیرد. او در رساله منطقی- فلسفی که به سال ۱۹۲۱ انتشار داد، از «نظریه تصویری زبان» سخن می‌گوید اما در دوره فترت که فلسفه را رها کرد، به نظریه دوم می‌اندیشید و با بازگشت به فلسفه، پژوهش‌های فلسفی را تدوین کرد که دو سال پس از درگذشت وی به سال ۱۹۵۳ منتشر گردید.
ویتگنشتاین تنها فیلسوفی است که تمامی آرا و آثار وی بر محور زبان استوار است. او معتقد است که تمام فلسفه نقادی زبان است. در هر دو دوره مقصد و غرض وی فهم ساختار و حدود زبان استوار است وی در دوره نخست معتقد است که ساختار واقعیت، ساختار زبان را تعیین می‌کند و زبان نمی‌تواند جهان و واقعیت را برتاباند. این نظریه آن چنان ژرف صورت‌بندی و معماری شده بود که برتراند راسل را نیز به وجد آورده بود. ویتگنشتاین در مرحله دوم تأمل فلسفی خود، رهیافت نخست را مورد انتقاد، طرد قرار داده و نظریه «زبان، بنیاد جهان» را طرح کرد و از زبان به مثابه دانش و ابزار فاهمه و نه صرف ابزار و میانجی سخن گفت.
ویتگنشتاین معتقد بود که زبان ذاتاً دارای سرشت تصویری است و ساختار عالم، ساختار آن را تعیین می‌کند. فلسفه را نیز فعالیتی نقادی می‌داند که وظیفه آن روشن ساختن اندیشه‌هاست. اما در دوره متاخر از این عقیده صرف نظر کرد و اعتقاد داشت که زبان همچون ابزار است و برای فهم معنای زبان بایستی به کاربرد آن در زندگی مردم توجه کنیم. در این دوره او قایل بود که ساختار زبان ما بیانگر نحوه اندیشه ما در خصوص عالم واقعی است و فلسفه در نظر او نوعی درمانگری است و فیلسوف کسی است که بیماری‌های فهم انسان را علاج می‌کند.